# Шатрово (Курганская область)
Шатро́во — село в Курганской области России. Административный центр Шатровского района (муниципального округа) и, до мая 2021 года, Шатровского сельсовета.

## География
Село расположено в южной части Туринской равнины, в 180 км к северу от областного центра — города Кургана на реке Мостовка.

## История
Село ведёт свою историю с 1660 года. Название села происходит от фамилии первых поселенцев братьев Шатровых. Основные ремёсла села Шатрово в старину — это гончарное дело, овчинно-шубное, маслобойное.

## Население
| 1939  | 1959  | 1970  | 1979  | 1989  | 2002  | 2010  |
| ----- | ----- | ----- | ----- | ----- | ----- | ----- |
| 3657  | ↘3592 | ↗4975 | ↗6610 | ↗7308 | ↘6441 | ↘5688 |
| 2021  |       |       |       |       |       |       |
| ↘4907 |       |       |       |       |       |       |

## Уличная сеть
Улица Федосеева и средняя школа им. Федосеева названы в честь Михаила Ивановича Федосеева, родившегося в 1881 году в селе Екатериновка бывшей Самарской губернии, в бедной крестьянской семье. М. И. Федосеев занимался революционной деятельностью, за что привлекался в 1906 году к уголовной ответственности. В 1917 году М. И. Федосеев закончил психоневрологический институт. Село Шатрово было тогда волостным селом, а Шатровский район — волостью Ялуторовского уезда. М. И. Федосеев был комиссаром финансов и народного образования. Белогвардейцы арестовали М. И. Федосеева и пытались получить от него сведения. К концу 1919 года, когда наступала Красная армия, заболевшего тифом, полуживого Михаила Ивановича выбросили из села. И это спасло ему жизнь. Он стал работать в народном образовании. В 1920 году Тюменский губком КПСС, по просьбе Ялуторовского уездного комитета, хорошо знавшего М. И. Федосеева, направил его в село Шатрово — преподавателем Шатровской школы молодежи, поручив ему создать комсомольскую и партийную организацию. Занявшие село Шатрово бандиты схватили Федосеева, зверски пытали и убили.
Улица Собенина названа в честь Михаила Варнавича Собенина, родившегося в 1904 году в селе Шатрово в семье крестьянина. С 1926 по 1928 год он служил в Красной армии. В 1941 году призван на фронт, дважды был тяжело ранен. 10 января 1944 года капитану М. В. Собенину присвоено звание Героя Советского Союза, с вручением ордена Ленина и медали ««Золотая Звезда»».
Улица Кузнецовой названа в честь учительницы Кузнецовой.
Улица Шуры Емелина названа в честь комсомольца Емелина.
Улица Кандакова названа в честь Василия Павловича Кандакова — первого секретаря райкома КПСС.

## Памятники
В село Шатрово имеются памятники: по улице Ленина — братская могила советским активистам и комсомольцам, погибшим в борьбе с контрреволюционерами (1926 года). По улице Советская — братская могила красногвардейцам 252 полка, погибшим в борьбе с контрреволюцией (1919 года). По улице Федосеева у школы — бюст учителя М. И. Федосеева, убитого кулаками (1924 года).
В школьном сквере находится обелиск погибшим в годы Великой Отечественной войны. Вахрушев Кондратий Семёнович 1921 года рождения одним из первых принял бой с фашистами в городе Бресте. Местный поэт В. Мещеряков посвятил свои стихи Анастасии Владимировны Крапивиной. На второй день войны пришла в военкомат Тася Крапивина и заявила — «Иду на Фронт! Я медицинский фельдшер, мое место там, где нужна помощь раненым бойцам». Тогда ей был 21 год. 14 июля 1944 года она погибла.

## СМИ
Есть районная газета "Сельская новь". В Шатрово вещает 20 цифровых телеканалов.

## Известные уроженцы
- Березин, Владимир Яковлевич (1926—1981) — советский поэт и детский писатель.
- Захаров, Николай Александрович (род. 1965) — российский военный деятель, начальник штаба, первый заместитель командующего 29-й общевойсковой армией, командир 15-й отдельной мотострелковой бригады, Генерал-майор.
- Собенин Михаил Варнавич (1904—1968) — сотрудник органов государственной безопасности и внутренних дел, капитан, Герой Советского Союза.
- Фейерабенд, Евгений Витальевич (1926—1981) — советский поэт и детский писатель.